# Giovanna di Fiandra
Giovanna di Fiandra (1295 circa – 1374) come moglie di Giovanni di Montfort, fu Contessa consorte di Richmond dal 1341 al 1342, Contessa consorte di Montfort dal 1329 e, come pretendente duchessa di Bretagna dal 1341 al 1345, resse il ducato durante la prigionia del marito; fu inoltre protagonista della guerra di successione bretone (che prende anche il nome di "guerra delle due Giovanne").

## Origine
Giovanna era figlia del Conte di Nevers, Luigi I, e della moglie, la Contessa di Rethel, Giovanna.

## Biografia
Nel 1329, a Chartres, Giovanna sposò Giovanni, figlio maschio primogenito del visconte di Limoges e Conte di Richmond, duca di Bretagna, Pari di Francia e conte di Penthièvre Arturo II, e della sua seconda moglie, l'ex regina consorte di Scozia e poi contessa di Montfort-l'Amaury, Iolanda di Dreux.
Il fratellastro del marito, il duca Giovanni III, morì nel 1341, e alla successione al ducato aspiravano Giovanni stesso e Carlo di Blois (quest'ultimo in quanto marito di Giovanna di Penthièvre, nipote di Giovanni III). Entrambi i pretendenti chiesero di rendere omaggio al re di Francia, Filippo VI; la corte di Parigi, dopo lunghe discussioni, si pronunciò a favore del nipote del re, Carlo di Blois; la Bretagna però era divisa: la parte orientale dove la terra era più fertile e si parlava il francese, avendo rapporti con l'Angiò e la Francia, parteggiava per Carlo, mentre la parte occidentale, più brulla e selvaggia, dove si parlava il bretone, parteggiava per Giovanni. Sostenuti dalle amministrazioni locali e dalla piccola nobiltà, Giovanna di Penthièvre e il marito assunsero nel 1341 il controllo del ducato senza tenere in conto le rimostranze del pretendente Giovanni, che era appoggiato dal re d'Inghilterra Edoardo III, e godeva di supporto nella zona occidentale del ducato; iniziò quindi una guerra per la successione che si innestò in quella più ampia dei cent'anni: (Filippo VI di Valois appoggiava Carlo, Edoardo III Plantageneto sosteneva Giovanni).

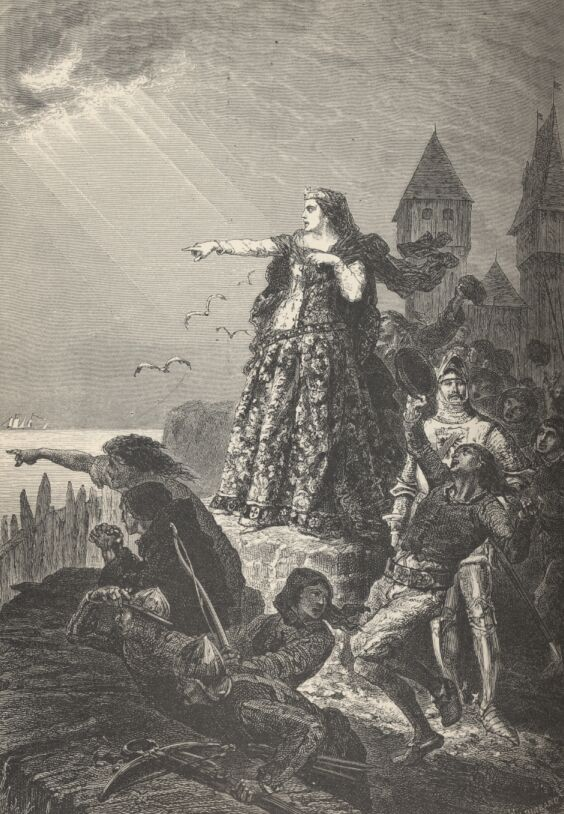
Giovanna, detta Jeanne La Flamme a Hennebont

Allo scoppio della guerra Giovanna sostenne strenuamente il marito, Giovanni di Montfort, il quale stabilì la sua sede a Nantes; la città fu assediata a conquistata da Carlo e Filippo VI il 21 novembre 1341. Giovanni fu catturato e imprigionato nel palazzo del Louvre, ma i suoi sostenitori, animati da Giovanna di Fiandra, continuarono a combattere.
Giovanna, definita «con un cuore da uomo e da leone» condusse di persona, con energia, la prima parte della guerra (in questa fase Giovanna fu alla difesa di Hennebont, un assedio divenuto leggendario); poi le arrivarono gli aiuti inglesi, e in un secondo tempo scese in campo lo stesso re Edoardo III. Nel 1343 Giovanna seguì Edoardo III in Inghilterra.
Giovanni riuscì a fuggire e, nel 1344, raggiunse anch'egli l'Inghilterra, dove l'anno dopo rese omaggio a Edoardo III in cambio dal ducato di Bretagna.
In quello stesso 1345 rientrò in Bretagna al seguito di un esercito inglese.
Si ammalò e morì nel 1345, nei pressi di Hennebont, al seguito degli inglesi che assediavano Quimper, lasciando proprio erede il minorenne figlio Giovanni.

Giovanna, dopo la morte del marito, continuò la lotta per proteggere i diritti del proprio figlio, il futuro Giovanni V di Bretagna.
Per il forte ruolo suo e di Giovanna di Penthièvre nella guerra di successione bretone, il conflitto è anche detto "guerra delle due Giovanne".
Tuttavia Giovanna dopo il 1343 non fece più ritorno in Bretagna, vivendo inizialmente alla corte di Edoardo III, e poi esiliata nella contea di York; secondo lo storico francese considerato il padre della storiografia bretone, Arthur de La Borderie, dal mese di dicembre di quello stesso anno, Giovanna fu relegata nel castello di Tickhill (South Yorkshire), mentre i figli vivevano a Londra; Arthur de La Borderie ritiene che questo improvviso mutamento di Edoardo III, nei confronti di Giovanna, sia dovuto al fatto che la duchessa, che prima era tenuta in grande considerazione, fosse diventata pazza, passando il resto della sua esistenza sotto custodia, sino al febbraio 1374, quando viene citata per l'ultima volta. Si presume che, poco dopo quella data, morì in Inghilterra.

## Figli
Giovanna al marito diede due figli:
- Giovanni (1339 – 1399), conte di Montfort e duca di Bretagna, che rese visita alla madre, nel 1360[9]
- Giovanna (1341 – 1402), sposata con Rodolfo, 3º signore di Basset de Drayton, citata nel testamento del fratello come signora di Basset (sœur de pere et de mere la Dame de Basset)[10].

## Ascendenza
|                            |                      |                          | Genitori                    |  |  | Nonni |  |  | Bisnonni           |  |  | Trisnonni                 |  |
|                            |                      |                          |                             |  |  |       |  |  | Guido di Dampierre |  |  | Guglielmo II di Dampierre |  |
|                            |                      |                          |                             |  |  |       |  |  | Guido di Dampierre |  |  | Guglielmo II di Dampierre |  |
|                            |                      | Margherita II di Fiandra |                             |  |  |       |  |  | Guido di Dampierre |  |  |                           |  |
| Roberto III di Fiandra     |                      |                          |                             |  |  |       |  |  | Guido di Dampierre |  |  |                           |  |
|                            |                      | Matilde di Béthune       | Roberto VII di Béthune      |  |  |       |  |  |                    |  |  |                           |  |
|                            |                      | Matilde di Béthune       | Roberto VII di Béthune      |  |  |       |  |  |                    |  |  |                           |  |
|                            |                      | Matilde di Béthune       | Elisabetta di Morialmez     |  |  |       |  |  |                    |  |  |                           |  |
| Luigi I di Nevers          |                      | Matilde di Béthune       |                             |  |  |       |  |  |                    |  |  |                           |  |
|                            |                      | Oddone di Borgogna       | Ugo IV di Borgogna          |  |  |       |  |  |                    |  |  |                           |  |
|                            |                      | Oddone di Borgogna       | Ugo IV di Borgogna          |  |  |       |  |  |                    |  |  |                           |  |
|                            |                      | Oddone di Borgogna       | Yolanda di Dreux            |  |  |       |  |  |                    |  |  |                           |  |
| Iolanda di Borgogna-Nevers |                      | Oddone di Borgogna       |                             |  |  |       |  |  |                    |  |  |                           |  |
|                            |                      | Matilde II di Borbone    | Arcimbaldo IX di Borbone    |  |  |       |  |  |                    |  |  |                           |  |
|                            |                      | Matilde II di Borbone    | Arcimbaldo IX di Borbone    |  |  |       |  |  |                    |  |  |                           |  |
|                            |                      | Matilde II di Borbone    | Iolanda di Châtillon-Nevers |  |  |       |  |  |                    |  |  |                           |  |
| Giovanna di Fiandra        |                      | Matilde II di Borbone    |                             |  |  |       |  |  |                    |  |  |                           |  |
|                            | Manassès V di Rethel | Ugo II di Rethel         |                             |  |  |       |  |  |                    |  |  |                           |  |
|                            | Manassès V di Rethel | Ugo II di Rethel         |                             |  |  |       |  |  |                    |  |  |                           |  |
|                            | Manassès V di Rethel | Felicité de Broyes       |                             |  |  |       |  |  |                    |  |  |                           |  |
| Ugo IV di Rethel           | Manassès V di Rethel |                          |                             |  |  |       |  |  |                    |  |  |                           |  |
|                            |                      | Elisabetta d'Écry        | Gerardo II d'Écry           |  |  |       |  |  |                    |  |  |                           |  |
|                            |                      | Elisabetta d'Écry        | Gerardo II d'Écry           |  |  |       |  |  |                    |  |  |                           |  |
|                            |                      | Elisabetta d'Écry        | Felicité                    |  |  |       |  |  |                    |  |  |                           |  |
| Giovanna di Rethel         |                      | Elisabetta d'Écry        |                             |  |  |       |  |  |                    |  |  |                           |  |
|                            |                      | Enrico V di Grandpré     | Enrico IV di Grandpré       |  |  |       |  |  |                    |  |  |                           |  |
|                            |                      | Enrico V di Grandpré     | Enrico IV di Grandpré       |  |  |       |  |  |                    |  |  |                           |  |
|                            |                      | Enrico V di Grandpré     | Maria di Garlande           |  |  |       |  |  |                    |  |  |                           |  |
| Isabella di Grandpré       |                      | Enrico V di Grandpré     |                             |  |  |       |  |  |                    |  |  |                           |  |
|                            |                      | Isabella di Brienne      | Erardo di Brienne-Ramerupt  |  |  |       |  |  |                    |  |  |                           |  |
|                            |                      | Isabella di Brienne      | Erardo di Brienne-Ramerupt  |  |  |       |  |  |                    |  |  |                           |  |
|                            |                      | Isabella di Brienne      | Filippa di Champagne        |  |  |       |  |  |                    |  |  |                           |  |
|                            |                      | Isabella di Brienne      |                             |  |  |       |  |  |                    |  |  |                           |  |